# Fortaleza EC
Fortaleza Esporte Clube is een Braziliaanse voetbalclub uit Fortaleza, de hoofdstad van de staat Ceará. De club werd in 1918 opgericht als Fortaleza Sporting Club. Fortaleza is ook actief in zaalvoetbal, handbal en basketbal. De grootste rivalen van de club, Ceará en Ferroviário komen ook uit Fortaleza.

## Geschiedenis

### Campeonato Cearense
De club werd op 18 oktober 1918 opgericht. De clubkleuren zijn rood-wit-blauw en zijn de kleuren van de Franse vlag. In 1920 werd de club de eerste kampioen van het Campeonato Cearense georganiseerd door de nieuwe opgerichte voetbalbond. In 2008 ratificeerde de bond de kampioenschappen van 1915 tot 1919, georganiseerd door een andere bond, waardoor Ceará van dan af de eerste staatskampioen was. Fortaleza won zeven titels in de jaren twintig en in 1930 en 1931 namen ze niet deel aan de competitie. De volgende jaren won de club geregeld een titel. In 1946 nam de club deel aan de Copa Cidade de Natal, het eerste interstatelijke toernooi voor clubs uit de regio Noordoost, waaraan ook Treze, América do Recife en América de Natal deelnamen. Fortaleza kon het toernooi uiteindelijk winnen. Fortaleza bleef geregeld titels winnen, al waren het er altijd maar twee op een rij. Na de titel in 1992 bleef de club een aantal jaren op droog zaad. Tussen 2000 en 2010 was de club dan dominant en won negen titels, waarvan vier op rij. Vanaf 2011 nam Ceará het weer over voor vier titels op rij en in 2015 won Fortaleza opnieuw.

### Nationaal niveau
In 1959 werd voor het eerst een nationale competitie georganiseerd voor de staatskampioenen en zo had Brazilië voor het eerst een landskampioen. Rivaal Ceará had de eer om als eerste deel te nemen, maar als staatskampioen van 1959 mocht Fortaleza in 1960 deelnemen. Na overwinningen op ABC en Moto Club plaatste de club zich voor de finale van de noordelijke zone tegen regerend landskampioen Bahia. Fortaleza won en ging naar de landelijke halve finale, die ze wonnen van Santa Cruz. In de finale verloren ze thuis met 1-3 van Palmeiras en in São Paulo kregen ze maar liefst een 8-2 draai om de oren. Deze vicetitel is de beste prestatie ooit van een team uit de staat Ceará. Het jaar erop nam de club weer deel en versloeg ABC en Remo op weg naar de finale van de zone noord, waar ze opnieuw Bahia troffen. Deze keer won de club uit Salvador wel en schakelde zo Fortaleza uit. Pas in 1965 mocht de club opnieuw deelnemen. De club mocht meteen aantreden in de kwartfinale, maar verloor daar van Náutico. In 1966 won de club tegen Paysandu en verloor dan van Vitória. Na een jaar onderbreking nam de club weer deel en versloeg op weg naar de tweede finale Bahia en Náutico. In de finale speelde de club eerst gelijk tegen Botafogo en verloor de terugwedstrijd met 4-0. Kanttekening die wel gemaakt dient te worden is dat de club normaliter in een eerder stadium tegen Palmeiras had moeten spelen, dat zich echter terugtrok. Een jaar eerder werd het Torneio Roberto Gomes Pedrosa opgericht waaraan enkel clubs uit de grootste competities aan deel mochten nemen. De clubs van Ceará werden hiervoor te licht bevonden. De grote clubs wilden de Taça Brasil links laten liggen omdat hier alle staatskampioenen aan deel mochten nemen. Na de editie van 1968 werd deze competitie dan ook afgevoerd en was er twee jaar lang geen competitie toegankelijk voor kleinere staatskampioenen. Wel nam de club in 1969 en 1970 deel aan het Torneio Norte-Nordeste, zodat ze toch een interregionaal toernooi hadden. In 1970 wonnen ze deze competitie.
In 1971 werd dan weer een nieuwe competitie opgezet, een mix van de Taça en het Torneio Roberto Gomes Pedrosa. De staatskampioenen mochten opnieuw deelnemen de grootste clubs uit de grotere competities mochten ook jaarlijks deelnemen tot 1986, toen de competitie afgeslankt werd. Vanaf 1973 had de staat recht op meerdere deelnemers en speelde Fortaleza nu voor het eerst in deze competitie. Op de seizoenen 1980, 1982 en 1985 na speelde Fortaleza in de Série A. De beste notering was een vijftiende plaats in 1985. Na de competitiehervorming hadden niet meer alle staten recht op een deelnemer en zo verzeilde de club in de Série B en zelfs Série C. In 1992 promoveerde twaalf clubs uit de Série B naar de Série A, waaronder Fortaleza en rivaal Ceará. Dit had wel als resultaat dat het jaar erop in de Série A acht clubs degradeerden waaronder ook beide clubs uit Fortaleza. Het volgende seizoen werd de club voorlaatste waardoor een tweede degradatie op rij volgde. In 2000 keerde de club terug naar de Série B. In 2002 werd de club derde in de eerste fase en plaatste zich voor de eindronde om promotie, waar ze de finale bereikten en verloren van Criciúma. De terugkeer in de Série A verliep niet van een leien dakje en Fortaleza eindigde voorlaatste met evenveel punten als Paysandu dat echter een beter doelsaldo had. Het volgende jaar eindigde de club vijfde en plaatste zich zo voor de tweede groepsfase, waar ze groepswinnaar werden. In de laatste fase werd de club tweede achter Brasiliense en promoveerde zo terug naar de Série A. In het eerste seizoen konden ze het behoud verzekeren met een dertiende plaats, één punt verwijderd van deelname aan de Copa Sudamericana, echter in 2006 volgde een nieuwe degradatie. In 2007 werd de club vijfde, net één plaats onder de promotiezone, maar daarna ging het bergaf tot in 2009 een nieuwe degradatie volgde, terwijl rivaal Ceará dat jaar nog eens promoveerde. Sindsdien speelt de club in de Série C. Een paar keer eindigde de club al als groepswinnaar, maar verloor dan in de eindronde om promotie telkens het felbegeerde ticket. In 2017 slaagde de club er uiteindelijk wel in te promoveren. De club nam een vliegende start en verloor pas op de tiende speeldag de eerste wedstrijd, tegen São Bento. Fortaleza gaf de leiding niet meer af en kroonde zich al enkele speeldagen voor het einde tot kampioen en maakt zo na dertien jaar opnieuw haar opwachting in de Série A.
De club begon 2019 al goed met een nieuwe staatstitel en een eerste eindwinst in de Copa do Nordeste. In de Série A eindigde de club op de negende plaats en plaatste zich zo voor de Copa Sudamericana van 2020.

## Erelijst
Campeonato Cearense
1920, 1921, 1923, 1924, 1926, 1927, 1928, 1933, 1934, 1937, 1938, 1946, 1947, 1949, 1953, 1954, 1959, 1960, 1964, 1965, 1967, 1969, 1973, 1974, 1982, 1983, 1985, 1987, 1991, 1992, 2000, 2001, 2002 (betwist), 2003, 2004, 2005, 2007, 2008, 2009, 2010, 2015, 2016, 2019, 2020, 2021, 2022, 2023
Série B
2018
Copa do Nordeste
2019, 2022, 2024
Torneio Norte-Nordeste
1970
Copa Cidade de Natal
1946

## Bekende ex-spelers
- Luisinho das Arábias
- David Luiz